# Фуражир навесной
Фуражир навесной (в маркировке обозначается сокращением ФН) — сельскохозяйственное орудие, предназначенное для погрузки с измельчением соломы и сена со скирд в транспортные средства. Приводится в действие за счёт агрегатирования с тракторами, т.е. рабочие органы навесного фуражира приводятся в действие от вала отбора мощности трактора.
Фуражир также применяется для погрузки силоса из силосной ямы в прицеп.
Фуражир снабжен измельчающим аппаратом с ножами, конфузором, вентилятором и трубопроводом для подачи измельченной массы в прицеп.